# Héry-sur-Alby
Héry-sur-Alby é uma comuna francesa na região administrativa de Auvérnia-Ródano-Alpes, no departamento da Alta Saboia. Estende-se por uma área de 7.33 km². Em 2010 a comuna tinha 1 010 habitantes (densidade: 137,8 hab./km²).